# Dilobopterus hexaptera
Dilobopterus hexaptera är en insektsart som beskrevs av Hermann Burmeister 1835. Dilobopterus hexaptera ingår i släktet Dilobopterus och familjen dvärgstritar. Inga underarter finns listade i Catalogue of Life.